# Mission: Impossible – Fallout (soundtrack)
Mission: Impossible – Fallout is de originele soundtrack van de gelijknamige film uit 2018, gecomponeerd door Lorne Balfe.
Filmregisseur Christopher McQuarrie bevestigde Balfe als de componist van de film Mission: Impossible – Fallout in april 2017, ter vervanging van de vorige componist Joe Kraemer. De filmmuziek is geprezen door vele critici en noemt het een epische en inspirerende filmmuziek, met enkele krachtige thema's die worden afgewogen met zachtere, meer sentimentele thema's; Sommigen vonden het ook te "Nolan-achtig", vergeleken met filmmuziek van Hans Zimmer (met name The Dark Knight Rises). De filmmuziek implementeert het gebruik van percussie, kleine trom en bongo's om een zwierig staccato momentum te creëren. Het album werd als muziekdownload uitgebracht door Paramount Music op 13 juli 2018. De compact disc-versie werd een maand later uitgebracht door La-La Land Records.

## Tracklist
Alle muziek is geschreven door Lorne Balfe.
| Nr. | Titel                                                                   | Duur |
| --- | ----------------------------------------------------------------------- | ---- |
| 1.  | A Storm Is Coming                                                       | 1:12 |
| 2.  | Your Mission                                                            | 2:14 |
| 3.  | Should You Choose to Accept...                                          | 2:34 |
| 4.  | The Manifesto                                                           | 1:44 |
| 5.  | Good Evening, Mr Hunt                                                   | 4:19 |
| 6.  | Change of Plan                                                          | 5:47 |
| 7.  | A Terrible Choice                                                       | 2:54 |
| 8.  | Fallout                                                                 | 1:30 |
| 9.  | Stairs and Rooftops                                                     | 6:00 |
| 10. | No Hard Feelings                                                        | 4:20 |
| 11. | Free Fall                                                               | 4:14 |
| 12. | The White Widow                                                         | 4:42 |
| 13. | I Am the Storm                                                          | 2:07 |
| 14. | The Exchange                                                            | 5:54 |
| 15. | Steps Ahead                                                             | 1:02 |
| 16. | Escape Through Paris                                                    | 5:05 |
| 17. | We Are Never Free                                                       | 6:57 |
| 18. | Kashmir                                                                 | 4:29 |
| 19. | Fate Whispers to the Warrior                                            | 3:54 |
| 20. | And the Warrior Whispers Back                                           | 3:56 |
| 21. | Unfinished Business                                                     | 1:49 |
| 22. | Scalpel and Hammer                                                      | 5:10 |
| 23. | The Syndicate                                                           | 6:00 |
| 24. | Cutting on One                                                          | 3:42 |
| 25. | The Last Resort                                                         | 2:55 |
| 26. | Mission: Accomplished (Theme van Mission: Impossible van Lalo Schifrin) | 1:15 |
| 27. | Friction (theme song door Imagine Dragons)                              | 3:28 |